# Jacek Rostowski
Jan Anthony Vincent-Rostowski, còn được gọi là Jacek Rostowski (phát âm tiếng Ba Lan: [ˈjan ˈvint͡sɛnt rɔsˈtɔfskʲi] ; sinh ngày 30 tháng 4 năm 1951 tại London), là một nhà kinh tế và chính trị gia người Ba Lan - Anh, ông từng là Bộ trưởng Bộ Tài chính và Phó Thủ tướng của nước Cộng hòa Ba Lan.
Ông từng là ứng cử viên của nhóm Change UK ở London trong cuộc bầu cử Nghị viện Châu Âu năm 2019 ở Vương quốc Anh.

## Giáo dục
Jan Vincent-Rostowski sinh ra trong một gia đình lưu vong Ba Lan gốc Do Thái ở London. Trong Chiến tranh thế giới thứ hai, cha của ông, Roman Rostowski, từng là Thư ký riêng của Tomasz Arciszewski, Thủ tướng của chính phủ Ba Lan lưu vong và đã không trở về Ba Lan sau cuộc chiến. Trong những năm 1950, Roman Rostowski làm việc cho Văn phòng Đối ngoại và Khối thịnh vượng chung của vương quốc Anh tại khu vực Kenya, Mauritius và Seychelles. Jacek Rostowski đã trải qua phần lớn thời thơ ấu của mình tại đây. Ông nội của Jan là Jakub Rothfeld (đã bỏ đạo Do Thái, đổi họ thành Rostowski và tự nguyện trở người Ba Lan), giáo sư thần kinh học tại Đại học John Casimir ở Lwów.
Jan Vincent-Rostowski theo học tại Trường Westminster ở London, sau đó ông học đại học và cao học tại Đại học London (UCL) và Trường Kinh tế London (LSE).
Các chuyên ngành ông theo học gồm:
- 1972: Cử nhân Khoa học - Quan hệ Quốc tế, Đại học College London
- 1973: Thạc sĩ Nghệ thuật - Kinh tế và Lịch sử, Đại học College London
- 1975: Thạc sĩ Khoa học - Kinh tế, Trường Kinh tế và Khoa học Chính trị London

## Sự nghiệp
Jan Vincent-Rostowski từng làm giảng viên tại Đại học Kingston (trước đây là Đại học Bách khoa Kingston), sau đó là tại Trường Nghiên cứu Slav và Đông Âu thuộc UCL, Đại học London từ năm 1988 đến năm 1995. Từ năm 1992 đến 1995, ông cũng làm việc tại Trung tâm Hiệu quả Kinh tế, thuộc LSE.
Trong thời gian này, cùng với Ljubo Sirc, Vincent-Rostowski đã trở thành đồng biên tập của tạp chí học thuật Những nền kinh tế cộng sản (sau này được gọi là Nền kinh tế cộng sản & Chuyển đổi kinh tế và Nền kinh tế hậu cộng sản).
Trong thời gian đầu của những năm 1980, ông đã hoạt động tích cực (cùng với vợ là Wanda Kościa) trong Chiến dịch Đoàn kết Ba Lan, một nhóm ủng hộ việc Đoàn kết dân tộc có trụ sở tại London. Từ năm 1989 đến năm 1991, trong quá trình chuyển đổi của Ba Lan sau khi chủ nghĩa cộng sản sụp đổ, Vincent-Rostowski trở thành cố vấn của Phó Thủ tướng kiêm Bộ trưởng Tài chính Ba Lan, Leszek Balcerowicz.
Vào đầu những năm 1990, Vincent-Rostowski là cố vấn của Liên bang Nga trong các chính sách kinh tế vĩ mô. Năm 1991, ông trở thành đồng sáng lập của Trung tâm Phân tích Kinh tế và Xã hội (CASE) có trụ sở tại Warszawa, một tổ chức tư vấn có nhiệm vụ hỗ trợ các quốc gia mới độc lập của châu Âu trong quá trình chuyển đổi sang chủ nghĩa tư bản. Ông cũng là thành viên của Foundation's Council (ông đã từ chức vị trí này khi được đề cử giữ chức Bộ trưởng Tài chính Ba Lan).
Từ năm 1995, ông là Giáo sư Kinh tế và là Trưởng Khoa Kinh tế của Đại học Trung Âu ở Budapest trong các giai đoạn: 1995–2000 và 2005–2006.
Từ năm 1997 đến năm 2000, Vincent-Rostowski là Chủ tịch Hội đồng Chính sách Kinh tế Vĩ mô tại Bộ Tài chính của Ba Lan.
Từ năm 2002 đến năm 2004, ông là Cố vấn Kinh tế của Ngân hàng Quốc gia Ba Lan.
Năm 2004, Vincent-Rostowski được bổ nhiệm vào vị trí Cố vấn Kinh tế cho Ngân hàng Pekao. Ông rời nhiệm sở vào tháng 11 năm 2007.

### Bộ trưởng Bộ Tài chính, 2007–2013
Vincent-Rostowski gia nhập Nội các của Thủ tướng Donald Tusk vào ngày 16 tháng 11 năm 2007. Ông giữ chức vụ Bộ trưởng Bộ Tài chính Ba Lan cho đến tháng 11 năm 2013. Ông được tạp chí The Banker vinh danh là Bộ trưởng Tài chính Châu Âu của năm vào năm 2009. Vào tháng 11 năm 2012, Rostowski đứng ở vị trí thứ ba trong danh sách các bộ trưởng tài chính xuất sắc nhất ở châu Âu trong một cuôc bình chọn của báo Financial Times.
Trong nhiệm kỳ sáu năm của mình tại Bộ, Rostowski đã chỉ đạo một cuộc đại thay đổi trong lĩnh vực tài chính công, bao gồm giới hạn tăng trưởng chi tiêu và quyết định mua lại trái phiếu quốc tế chính phủ do các quỹ hưu trí tư nhân quản lý, một động thái đã vấp phải sự chỉ trích từ các công ty quản lý quỹ và một số nhà kinh tế. Trong cuộc xáo trộn nội các vào cuối năm 2013, Tusk đã bổ nhiệm ông Mateusz Szczurek thay thế cho Rostowski.

### Sự nghiệp về sau
Rostowski từng là thành viên của Đảng Bảo thủ ở Anh. Vào đầu năm 2010, nhiều nguồn tin cho biết ông đã trở thành thành viên của đảng Cương lĩnh Dân sự (PO). Sau cuộc Bầu cử Nghị viện năm 2011, ông trở thành một Nghị sĩ, được bầu từ danh sách Đảng Cương lĩnh Dân sự (PO).
Cuối năm 2015, Thủ tướng Ewa Kopacz đã bổ nhiệm Rostowski làm cố vấn chính trị cấp cao của mình.
Vincent-Rostowski đã xuất bản khoảng 40 bài báo học thuật về việc mở rộng châu Âu, chính sách tiền tệ, chính sách ngoại hối và sự chuyển đổi của các nền kinh tế hậu cộng sản. Ông là tác giả của các cuốn sách học thuật, trong đó có cuốn Sự bất ổn kinh tế vĩ mô ở các nước hậu cộng sản được xuất bản bởi Nhà xuất bản Đại học Oxford.

## Quan điểm chính trị
Rostowski là một người tin vào thị trường tự do, đồng thời ông cũng theo chủ trương bảo thủ về vấn đề chính sách tài khóa. Đối các vấn đề xã hội, ông từng theo phe phản đối việc thụ tinh bằng ống nghiệm, phá thai và các phong trào của người đồng tính. Trong cuộc bầu cử Nghị viện Châu Âu năm 2019, ông nói rằng ý kiến của mình đối với những vấn đề trên đã thay đổi.
Rostowski ủng hộ việc Ba Lan tham gia vào khối đồng tiền chung Euro. Tuy nhiên, trong bối cảnh cuộc khủng hoảng nợ của chính phủ châu Âu, ông có chủ trương đợi cho đến khi "đồng Euro trở nên an toàn rồi mới tham gia".

## Cuộc sống cá nhân
Rostowski có hai người con. Ông thông thạo ba thứ tiếng, gồm tiếng Ba Lan, tiếng Anh và tiếng Pháp.